# Bento José Lamenha Lins
Bento José Lamenha Lins (Recife, 29 de agosto de 1866 — Rio de Janeiro, 21 de novembro de 1922) foi um político brasileiro.
Fez parte do triunvirato que compôs a Junta governativa paranaense de 1891, que governou o estado de 29 de novembro de 1891 a 25 de fevereiro de 1892.